# Almássy-kúria (Miskolc)
Az Almássy-kúria Miskolcon, a Városház tér 13. alatt áll. 2001-ben az Európa-ház otthona lett.

## Története
Az Almássy család 1768 és 1793 között telepedett le Miskolcon, és a Palóczy, a Szemere, a Vay vagy a Szepessy családokhoz hasonlóan fontos szerepet töltöttek be a város életében. A Miskolci Nemzeti Kaszinó üléseit egy ideig Almássy Károly (1777–1847) látta vendégül házában.
1984-ben nagy erejű gázrobbanás történt a házban, ami elsősorban az emeleti részben és a tetőszerkezetben okozott nagy kárt. Az épület kárfelmérése után szükségessé és lehetővé vált egy kiterjedt történeti, építészettörténet vizsgálat. 

## Az épület

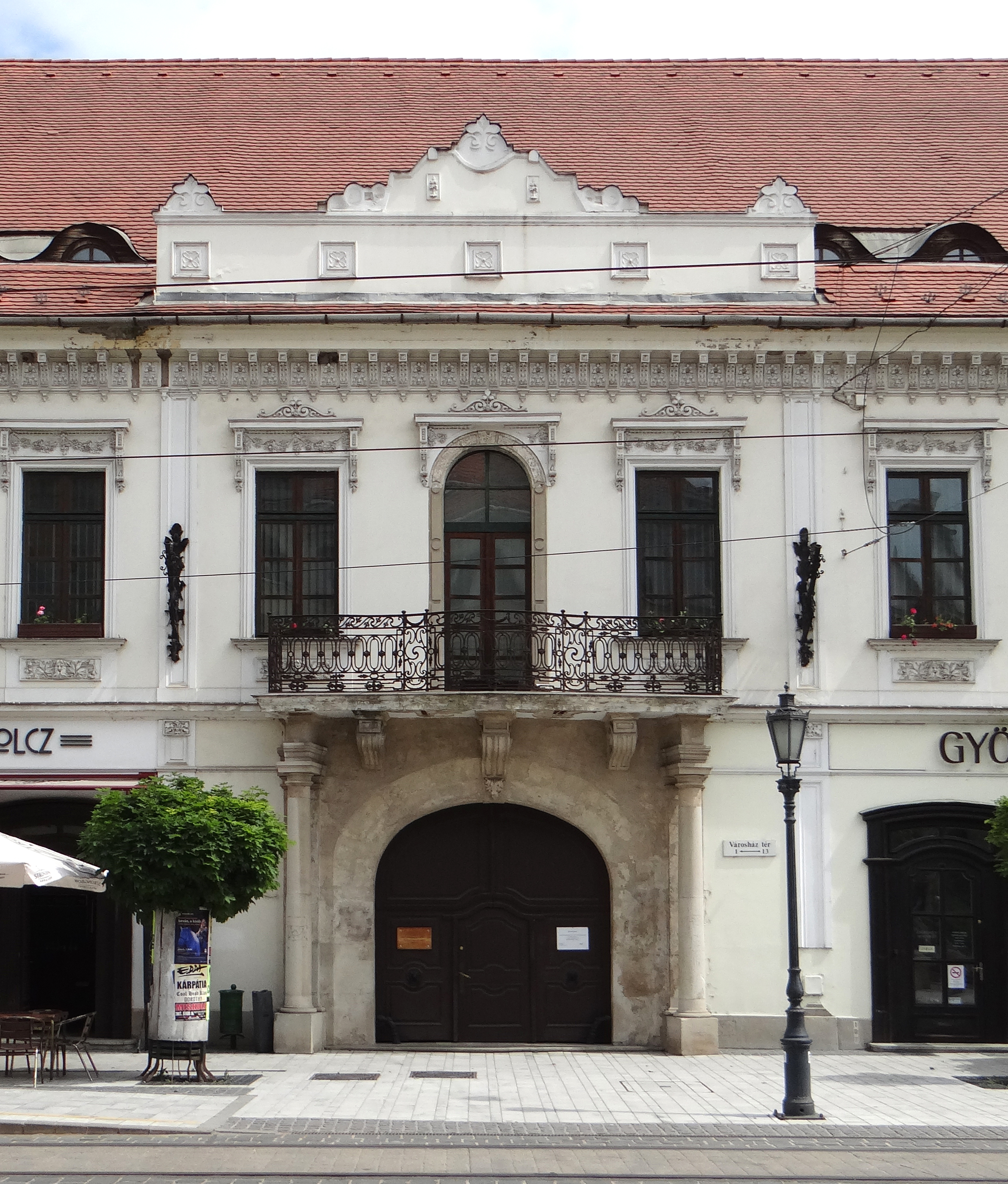
Az Almássy-kúria középső szekciója

A kúria a történeti Miskolc frekventált területén épült, barokk stílusban. A későbbiekben többször átépítették egyes részeit, így 19. századi, romantikus elemek is felfedezhetők rajta. Legjellegzetesebb eleme a középrizalit tengelyében nyíló kapuzat, amely a robbanás során épen maradt. A bejárat két oldalán egy-egy hangsúlyos, négyszögletes oszlopszékre állított, szabadon álló toszkán oszlop áll, ami az első emeleti erkélyt tartja. A félkörös kapu kétszárnyú, aminek a tengelyében egy szintén íves kiképzésű személybejárati kapu helyezkedik el. Az emeleti díszteremből nyíló, kiskiülésű erkélynek remek mívű kovácsoltvas mellvédje van. A ház fontos díszítő elemei a szépen keretezett ablakok és ajtók is. Megmaradt az emeleti lépcsőfeljáró copf stílusú kapuja a vasráccsal együtt, a pincelejáró kváderes-tárcsás ajtókeretelése is. A lépcsőház oszlopai klasszicizáló stílust őriznek.
Az Almássy-kúria külső helyreállításával 1993-ra végeztek, de a belső munkálatok még tovább folytak. A robbanás utáni vizsgálatok során az utca felőli szobákban falfestményekre leltek, a legjobb állapotban a nagyteremben lévő, freskó-secco technikával készült falfestmény volt. A festmény a vizsgálatok szerint egyidős az épülettel, és jellegzetes copf stílusban készült.
2001-ben az Almássy-kúriában adták át az EU-csatlakozást előkészítő megyei információs központok egyikét, az Európa-házat. A házban ezen kívül kiállítások, hangversenyek, konferenciák megtartására alkalmas tereket is kiképeztek. Udvarán kortárs képzőművészek szobrait, térplasztikáit helyezték el. A szomszédos Avas szálloda elhúzódó felújítási munkálatai miatt ezeket a szobrokat elszállították, és a munkálatok (hiánya) a ház egyéb működését is akadályozzák.